# Harriet Sansom Harris
Harriet Sansom Harris (Fort Worth, 8 gennaio 1955) è un'attrice statunitense.

## Biografia
Dopo aver frequentato con successo ed essersi diplomata alla Juilliard's Drama Division, inizia a recitare in tour con la The Acting Company per tre anni. 
Durante questi anni interpreta ruoli drammatici come Re Lear, Romeo e Giulietta, Antigone e Frances Conroy nella piece Madre coraggio e i suoi figli di Bertolt Brecht. Lavora anche per l'off-Broadway e la televisione (Frasier, Desperate Housewives) come personaggio ricorrente ma anche per altre serie, come Ghost Whisperer - Presenze, Murphy Brown, Ally McBeal, Six Feet Under, Ellen e X-Files. 
Ha ricevuto un Tony Award nel 2002 come miglior attrice protagonista in un musical per l'interpretazione della malvagia signora Meers in Millie.

## Filmografia

### Cinema
- La famiglia Addams 2 (Addams Family Values), regia di Barry Sonnenfeld (1993)
- Quiz Show, regia di Robert Redford (1994)
- Romeo + Giulietta di William Shakespeare (Romeo + Juliet), regia di Baz Luhrmann (1996)
- Show & Tell, regia di Dean Pollack (1998)
- Betty Love (Nurse Betty), regia di Neil LaBute (2000)
- Memento, regia di Christopher Nolan (2000)
- The One, regia di James Wong (2001)
- Quel mostro di suocera (Monster-in-Law), regia di Robert Luketic (2005)
- Guilt, regia di Bill Oliver – cortometraggio (2005)
- Moonlight Serenade, regia di Giancarlo Tallarico (2009)
- Rampart, regia di Oren Moverman (2011)
- The Shakespeare Olympics, regia di Sue-Ling Braun – cortometraggio (2012)
- I toni dell'amore - Love Is Strange (Love Is Strange), regia di Ira Sachs (2014)
- Her Last Will, regia di Anthony DiBlasi (2016)
- Il filo nascosto (Phantom Thread), regia di Paul Thomas Anderson (2017)
- Baby, regia di Juanma Bajo Ulloa (2020)
- Licorice Pizza, regia di Paul Thomas Anderson (2021)
- Jules, regia di Marc Turtletaub (2023)

### Televisione
- Law & Order - I due volti della giustizia (Law & Order) – serie TV, episodi 1x20-3x04 (1991-1992)
- X-Files – serie TV, episodio 1x11 (1993)
- Lifestories: Families in Crisis – serie TV cortometraggio, episodio 1x07 (1993)
- Frasier – serie TV, 11 episodi (1993-2004)
- The George Carlin Show – serie TV, episodio 1x05 (1994)
- Murphy Brown – serie TV, episodio 6x16 (1994)
- The Crew – serie TV, episodio 1x13 (1995)
- Le cinque signore Buchanan (The 5 Mrs. Buchanans) – serie TV, 17 episodi (1995)
- Space: Above and Beyond – serie TV, episodi 1x06-1x23 (1995-1996)
- Ellen – serie TV, episodio 4x06 (1996)
- Chicago Hope – serie TV, episodio 2x16 (1996)
- Sisters – serie TV, episodio 6x12 (1996)
- Caroline in the City – serie TV, episodio 3x07 (1997)
- Union Square – serie TV, 14 episodi (1997)
- Millennium – serie TV, episodio 1x12 (1997)
- Vagone letto con omicidio (South by Southwest) – film TV (1997)
- Ally McBeal – serie TV, episodio 1x19 (1998)
- The Practice - Professione avvocati (The Practice) – serie TV, episodio 2x14 (1998)
- Stark Raving Mad – serie TV, 4 episodi (1999-2000)
- Love & Money – serie TV, episodi 1x06-1x10 (2000)
- In tribunale con Lynn (Family Law) – serie TV, episodio 1x15 (2000)
- Un detective in corsia (Diagnosis: Murder) – serie TV, episodio 7x14 (2000)
- The Beast – serie TV, 6 episodi (2001)
- The Lot – serie TV, 3 episodi (2001)
- Six Feet Under – serie TV, episodi 2x06-2x11 (2002)
- It's All Relative – serie TV, 22 episodi (2003-2004)
- CSI - Scena del crimine (CSI: Crime Scene Investigation) – serie TV, episodio 5x06 (2004)
- Sex, Love & Secrets – serie TV, episodio 1x03 (2005)
- Squadra Med - Il coraggio delle donne (Strong Medicine) – serie TV, episodio 6x12 (2005)
- Desperate Housewives – serie TV, 28 episodi (2005-2006, 2010-2011)
- The Lost Room – serie TV, episodi 1x02-1x03 (2006)
- Ghost Whisperer - Presenze (Ghost Whisperer) – serie TV, episodio 2x05 (2006)
- Help Me Help You – serie TV, episodio 1x04 (2006)
- Electric City – serie TV cortometraggio, 9 episodi (2012)
- Robot and Monster – serie TV, episodio 1x12 (2012)
- Wilfred – serie TV, 3 episodi (2014)
- Supergirl – serie TV, episodio 1x18 (2016)
- American Horror Story - Apocalypse – serie TV, episodio 8x08 (2018)
- Dynasty – serie TV, episodio 2x05 (2018)
- Hollywood – miniserie TV, puntata 1x04 (2020)
- Ratched – serie TV, episodio 1x02-1x04 (2020)
- Atlantic Crossing – serie TV, 8 episodi (2020)
- Licantropus (Werewolf by Night), regia di Michael Giacchino – film TV (2022)
- The Agency – serie TV (2024)

## Doppiatrici italiane
Nelle versioni in italiano delle opere in cui ha recitato, Harriet Sansom Harris è stata doppiata da:
- Aurora Cancian in Desperate Housewives, Ghost Whisperer - Presenze, Il filo nascosto, Dynasty,  Hollywood, Jules
- Angiola Baggi in Memento, Licantropus, The Agency
- Anna Cesareni in X-Files
- Silvana Fantini in Ally McBeal
- Maria Pia Di Meo in Betty Love
- Silvia Pepitoni in Millennium
- Stefania Romagnoli in CSI - Scena del crimine
- Serena Verdirosi in Frasier
- Lorenza Biella in Vagone letto con omicidio
- Monica Pariante in I toni dell'amore - Love Is Strange
- Emanuela Baroni in Supergirl
- Ludovica Modugno in American Horror Story